# Slovenska republiška liga 1974-1975
La Slovenska republiška nogometna liga 1974./75. (it. "Campionato calcistico della Repubblica di Slovenia 1974-75") fu la ventisettesima edizione del campionato della Repubblica Socialista di Slovenia. Era uno dei gironi delle Republičke lige 1974-1975, terzo livello della piramide calcistica jugoslava.
Il campionato venne vinto dal Mercator, al suo secondo titolo nella slovenia repubblicana.

Questo successo diede ai bianco-rossi la promozione diretta in Druga Liga 1975-1976.
Il capocannoniere del torneo fu Josip Turčik, del Mercator, con 21 reti.
Su richiesta della Federcalcio slovena, sono state effettuate ispezioni sulle operazioni finanziarie dei club durante la competizione, durante le quali è emerso che alcuni club stavano pagando ai giocatori eccessivi rimborsi spese, violando così le regole sul dilettantismo. Pertanto, quei club che hanno pagato i giocatori sono stati puniti con una detrazione di punti.

Sono stati penalizzati: Železničar, Koper e Nafta con −4 ciascuno, Merkator, Mura, Kladivar e Ljubljana −3 ciascuno e Vozila −2.

## Squadre partecipanti
| Squadra         | Città          | Stagione 1973-74 | Stagione 1973-74  |
| Squadra         | Città          | Pos.             | Divisione         |
| --------------- | -------------- | ---------------- | ----------------- |
| Mura            | Murska Sobota  | 17º              | Druga liga Ovest  |
| Mercator        | Lubiana        | 18º              | Druga liga Ovest  |
| Kladivar        | Celje          | 2°               | Slovenska zona    |
| ŽNK             | Lubiana        | 3º               | Slovenska zona    |
| Železničar (Mb) | Maribor        | 4º               | Slovenska zona    |
| Slovan          | Lubiana        | 5°               | Slovenska zona    |
| Ilirija         | Lubiana        | 6°               | Slovenska zona    |
| Koper           | Capodistria    | 7°               | Slovenska zona    |
| Slavija Vevče   | Lubiana        | 8°               | Slovenska zona    |
| Drava           | Ptuj           | 9°               | Slovenska zona    |
| Nafta           | Lendava        | 10°              | Slovenska zona    |
| Izola           | Isola d'Istria | 11°              | Slovenska zona    |
| Vozila          | Nova Gorica    | 1°               | Zonska liga Ovest |
| Pohorje         | Ruše           | 1°               | Zonska liga Est   |

## Classifica
|                                                                                                | Pos. | Squadra                 | Pt | G  | V  | N  | P  | GF | GS | DR  |
| ---------------------------------------------------------------------------------------------- | ---- | ----------------------- | -- | -- | -- | -- | -- | -- | -- | --- |
|                                                                                                | 1.   | Mercator (−3)           | 44 | 26 | 23 | 1  | 2  | 69 | 19 | +50 |
|                                                                                                | 2.   | Mura (−3)               | 35 | 26 | 17 | 4  | 5  | 69 | 33 | +36 |
|                                                                                                | 3.   | Pohorje                 | 29 | 26 | 11 | 7  | 8  | 34 | 38 | −4  |
|                                                                                                | 4.   | Vozila (−2)             | 27 | 26 | 11 | 7  | 8  | 40 | 41 | −1  |
|                                                                                                | 5.   | Ilirija                 | 26 | 26 | 10 | 6  | 10 | 37 | 39 | −2  |
|                                                                                                | 6.   | Kladivar Celje (−3)     | 23 | 26 | 11 | 4  | 11 | 42 | 41 | +1  |
|                                                                                                | 7.   | Izola                   | 23 | 26 | 8  | 7  | 11 | 31 | 36 | −5  |
|                                                                                                | 8.   | Drava Ptuj              | 22 | 26 | 9  | 4  | 13 | 35 | 38 | −3  |
|                                                                                                | 9.   | Slovan Lubiana          | 22 | 26 | 6  | 10 | 10 | 38 | 44 | −6  |
|                                                                                                | 10.  | Železničar Maribor (−4) | 20 | 26 | 11 | 2  | 13 | 36 | 37 | −1  |
|                                                                                                | 11.  | Slavija Vevče           | 19 | 26 | 8  | 3  | 15 | 48 | 59 | −11 |
|                                                                                                | 12.  | ŽNK Lubiana (−3)        | 17 | 26 | 7  | 6  | 13 | 32 | 42 | −10 |
|                                                                                                | 13.  | Nafta (−4)              | 17 | 26 | 8  | 5  | 13 | 34 | 50 | −16 |
|                                                                                                | 14.  | Koper (−4)              | 12 | 26 | 3  | 10 | 13 | 19 | 47 | −28 |
| Fonte: NK POHORJE Naših 50 let - Lira Ruše Archiviato il 28 febbraio 2024 in Internet Archive. |      |                         |    |    |    |    |    |    |    |     |

Legenda:
      Promosso in Druga Liga 1975-1976.
      Retrocesso nella divisione inferiore.
Note:
Due punti a vittoria, uno a pareggio, zero a sconfitta.

## Divisione inferiore
| Girone                                                                  | Vincitore       | 2º posto       | 3º posto |
| ----------------------------------------------------------------------- | --------------- | -------------- | -------- |
| Zonska liga Ovest                                                       | Primorje        | Litija         | Adria    |
| Zonska liga Est                                                         | Šmartno ob Paki | Branik Maribor | Steklar  |
| In grassetto le squadre promosse in Slovenska republiška liga 1975-1976 |                 |                |          |